# Masankatti, Hangal
Masankatti là một làng thuộc tehsil Hangal, huyện Haveri, bang Karnataka, Ấn Độ.